# Voleibol nos Jogos Olímpicos de Verão da Juventude de 2010 - Feminino
O torneio feminino de voleibol nos Jogos Olímpicos de Verão da Juventude de 2010  ocorreu entre 21 e 26 de agosto no Toa Payoh Sports Hall. Seis equipes participaram do evento classificadas através dos seus respectivos campeonatos continentais juvenis.

## Medalhistas
|  | BEL Bélgica |  | USA Estados Unidos |  | PER Peru |
|  | Laurine Klinkenberg Laura Heyrman Delfien Brugman Elien Ruysschaert Ilka van de Vyver Lore van den Vonder Sophie van Nimmen Mira Juwet Karolien Vleugels Tara Lauwers Lotte Penders Valerie El Houssine |  | Samantha Cash Crystal Graff Micha Hancock Natalie Hayes Christina Higgins Madison Kamp Elizabeth McMahon Katherine Mitchell Tiffany Morales Olivia Okoro Taylor Simpson Lauren Teknipp |  | Cary Vásquez Brenda Daniela Uribe Grecia Herrada María Acosta Vivian Baella Alexandra Muñoz Lisset Sosa Katerinne Olemar Raffaella Camet Diana Gonzáles Clarivett Yllescas Sandra Chumacero |

## Formato
As seis equipes foram divididas em dois grupos de três equipes, onde cada uma realizou dois jogos dentro do seu respectivo grupo. As duas primeiras colocadas de cada grupo classificaram-se as semifinais e as últimas para a disputa do quinto lugar. Nas semifinais, os vencedores disputaram a final e os perdedores a medalha de bronze.

## Resultados

### Preliminares
|  | Equipes classificadas às semifinais |

#### Grupo A
|     |               |     | Jogos | Jogos | Jogos | Pontos | Pontos | Pontos | Sets | Sets | Sets  |
| Pos | Equipe        | Pts | T     | V     | D     | V      | P      | R      | V    | P    | R     |
| --- | ------------- | --- | ----- | ----- | ----- | ------ | ------ | ------ | ---- | ---- | ----- |
| 1   | PER Peru      | 4   | 2     | 2     | 0     | 150    | 95     | 1.579  | 6    | 0    | MAX   |
| 2   | JPN Japão     | 3   | 2     | 1     | 1     | 134    | 109    | 1.229  | 3    | 3    | 1,000 |
| 3   | SIN Singapura | 2   | 2     | 0     | 2     | 70     | 150    | 0.467  | 0    | 6    | 0,000 |

Todas as partidas seguem o horário de Singapura (UTC+8)
| 21 de agosto 12:30 Relatório | Singapura SIN | 0 – 3                         | PER Peru | Toa Payoh Sports Hall, Singapura Público: 1700 Árbitro(s): CUB Lourdes Pérez ITA Vittorio Sampaolo |
| 21 de agosto 12:30 Relatório | 11 13 12 -    | Set 1 Set 2 Set 3 Set 4 Set 5 | 25 -     | Toa Payoh Sports Hall, Singapura Público: 1700 Árbitro(s): CUB Lourdes Pérez ITA Vittorio Sampaolo |

| 22 de agosto 10:00 Relatório | Singapura SIN | 0 – 3                         | JPN Japão | Toa Payoh Sports Hall, Singapura Público: 1800 Árbitro(s): USA Mary Blalock CHN Wang Hao Juan |
| 22 de agosto 10:00 Relatório | 9 16 9 -      | Set 1 Set 2 Set 3 Set 4 Set 5 | 25 -      | Toa Payoh Sports Hall, Singapura Público: 1800 Árbitro(s): USA Mary Blalock CHN Wang Hao Juan |

| 23 de agosto 12:30 Relatório | Peru PER | 3 – 0                         | JPN Japão  | Toa Payoh Sports Hall, Singapura Público: 1250 Árbitro(s): GBR Brian McDougall USA Mary Blalock |
| 23 de agosto 12:30 Relatório | 25 -     | Set 1 Set 2 Set 3 Set 4 Set 5 | 22 19 18 - | Toa Payoh Sports Hall, Singapura Público: 1250 Árbitro(s): GBR Brian McDougall USA Mary Blalock |

#### Grupo B
|     |                    |     | Jogos | Jogos | Jogos | Pontos | Pontos | Pontos | Sets | Sets | Sets  |
| Pos | Equipe             | Pts | T     | V     | D     | V      | P      | R      | V    | P    | R     |
| --- | ------------------ | --- | ----- | ----- | ----- | ------ | ------ | ------ | ---- | ---- | ----- |
| 1   | USA Estados Unidos | 4   | 2     | 2     | 0     | 173    | 163    | 1.061  | 6    | 2    | 3,000 |
| 2   | BEL Bélgica        | 3   | 2     | 1     | 1     | 178    | 131    | 1.359  | 5    | 3    | 1.667 |
| 3   | EGY Egito          | 2   | 2     | 0     | 2     | 93     | 150    | 0.620  | 0    | 6    | 0,000 |

| 21 de agosto 15:30 Relatório | Bélgica BEL | 3 – 0                         | EGY Egito  | Toa Payoh Sports Hall, Singapura Público: 1650 Árbitro(s): CHN Wang Hao Juan THA Prasertsak Boonsiriro |
| 21 de agosto 15:30 Relatório | 25 -        | Set 1 Set 2 Set 3 Set 4 Set 5 | 11 12 10 - | Toa Payoh Sports Hall, Singapura Público: 1650 Árbitro(s): CHN Wang Hao Juan THA Prasertsak Boonsiriro |

| 22 de agosto 18:00 Relatório | Bélgica BEL    | 2 – 3                         | USA Estados Unidos | Toa Payoh Sports Hall, Singapura Público: 1500 Árbitro(s): JPN Yoko Sammi SIN Yen Kwong Ho |
| 22 de agosto 18:00 Relatório | 22 25 20 25 11 | Set 1 Set 2 Set 3 Set 4 Set 5 | 25 15 25 18 15     | Toa Payoh Sports Hall, Singapura Público: 1500 Árbitro(s): JPN Yoko Sammi SIN Yen Kwong Ho |

| 23 de agosto 15:30 Relatório | Egito EGY  | 0 – 3                         | USA Estados Unidos | Toa Payoh Sports Hall, Singapura Público: 1200 Árbitro(s): THA Prasertsak Boonsiriroj CUB Lourdes Pérez |
| 23 de agosto 15:30 Relatório | 18 19 23 - | Set 1 Set 2 Set 3 Set 4 Set 5 | 25 -               | Toa Payoh Sports Hall, Singapura Público: 1200 Árbitro(s): THA Prasertsak Boonsiriroj CUB Lourdes Pérez |

### Fase final
|  | Semifinais           | Semifinais           |   |                      | Final                | Final |  |
|  |                      |                      |   |                      |                      |       |  |
|  | 24 de agosto – 10:00 |                      |   |                      |                      |       |  |
|  | PER Peru             | 1                    |   |                      |                      |       |  |
|  | BEL Bélgica          | 3                    |   |                      |                      |       |  |
|  |                      |                      |   |                      |                      |       |  |
|  |                      |                      |   |                      | 26 de agosto – 09:00 |       |  |
|  |                      |                      |   |                      | BEL Bélgica          | 3     |  |
|  |                      | USA Estados Unidos   | 1 |                      |                      |       |  |
|  |                      |                      |   |                      |                      |       |  |
|  |                      |                      |   |                      |                      |       |  |
|  |                      |                      |   |                      | 3º lugar             |       |  |
|  | 24 de agosto – 18:00 | 24 de agosto – 18:00 |   | 25 de agosto – 15:30 | 25 de agosto – 15:30 |       |  |
|  | USA Estados Unidos   | 3                    |   | PER Peru             | 3                    |       |  |
|  | JPN Japão            | 0                    |   |                      | JPN Japão            | 1     |  |

#### Semifinal
| 24 de agosto 10:00 Relatório | Peru PER      | 1 – 3                         | BEL Bélgica | Toa Payoh Sports Hall, Singapura Público: 1300 Árbitro(s): CHN Wang Hao Juan CUB Lourdes Pérez |
| 24 de agosto 10:00 Relatório | 19 25 21 22 - | Set 1 Set 2 Set 3 Set 4 Set 5 | 25 19 25 -  | Toa Payoh Sports Hall, Singapura Público: 1300 Árbitro(s): CHN Wang Hao Juan CUB Lourdes Pérez |

| 24 de agosto 18:00 Relatório | Estados Unidos USA | 3 – 0                         | JPN Japão | Toa Payoh Sports Hall, Singapura Público: 1500 Árbitro(s): TUN Fathi Bouhouch FRA Yanick Chaladay |
| 24 de agosto 18:00 Relatório | 25 -               | Set 1 Set 2 Set 3 Set 4 Set 5 | 20 23 -   | Toa Payoh Sports Hall, Singapura Público: 1500 Árbitro(s): TUN Fathi Bouhouch FRA Yanick Chaladay |

#### Disputa pelo 5º lugar
| 25 de agosto 12:30 Relatório | Singapura SIN | 1 – 3                         | EGY Egito | Toa Payoh Sports Hall, Singapura Público: 1100 Árbitro(s): KSA Ibrahim Al-Traifi FRA Yanick Chaladay |
| 25 de agosto 12:30 Relatório | 25 18 19 -    | Set 1 Set 2 Set 3 Set 4 Set 5 | 20 25 -   | Toa Payoh Sports Hall, Singapura Público: 1100 Árbitro(s): KSA Ibrahim Al-Traifi FRA Yanick Chaladay |

#### Disputa pelo bronze
| 25 de agosto 15:30 Relatório | Peru PER   | 3 – 1                         | JPN Japão     | Toa Payoh Sports Hall, Singapura Público: 1900 Árbitro(s): CUB Lourdes Pérez USA Mary Blalock |
| 25 de agosto 15:30 Relatório | 22 30 25 - | Set 1 Set 2 Set 3 Set 4 Set 5 | 25 28 11 17 - | Toa Payoh Sports Hall, Singapura Público: 1900 Árbitro(s): CUB Lourdes Pérez USA Mary Blalock |

#### Final
| 26 de agosto 09:00 Relatório | Bélgica BEL | 3 – 1                         | USA Estados Unidos | Toa Payoh Sports Hall, Singapura Público: 2000 Árbitro(s): CHN Wang Hao Juan JPN Yoko Sammi |
| 26 de agosto 09:00 Relatório | 17 25 -     | Set 1 Set 2 Set 3 Set 4 Set 5 | 25 20 18 12 -      | Toa Payoh Sports Hall, Singapura Público: 2000 Árbitro(s): CHN Wang Hao Juan JPN Yoko Sammi |

## Classificação final
| Pos.              | Equipe             |
| ----------------- | ------------------ |
| Medalha de ouro   | BEL Bélgica        |
| Medalha de prata  | USA Estados Unidos |
| Medalha de bronze | PER Peru           |
| 4                 | JPN Japão          |
| 5                 | EGY Egito          |
| 6                 | SIN Singapura      |